# Greensboro (Vermont)
Greensboro ist eine Town im Orleans County des Bundesstaates Vermont in den Vereinigten Staaten mit 811 Einwohnern (laut Volkszählung von 2020).

## Geografie

### Geografische Lage
Greensboro liegt im Süden des Orleans Countys. Auf dem Gebiet der Town befinden sich mehrere Seen. Der größte ist der zentral gelegene Caspian Lake. Der Long Pond befindet sich im Norden und im Osten der Horse Pond. Der Lake Elligo wird von der Town umgeben, gehört aber nicht zu ihr. Der Lamoille River und seine Zuflüsse durchfließen die Town und die Seen. Er mündet im Lake Champlain. Die Oberfläche der Town ist hügelig, die höchsten Erhebungen sind der zentral gelegene 644 m hohe Barr Hill und der im Norden gelegene 634 m hoheBabcock Hill.

### Nachbargemeinden
Alle Entfernungen sind als Luftlinien zwischen den offiziellen Koordinaten der Orte aus der Volkszählung 2010 angegeben.
- Norden: Glover, 6,6 km
- Nordosten: Sheffield, 19,9 km
- Osten: Wheelock, 14,3 km
- Südosten: Stannard, 12,8 km
- Süden: Walden, 8,2 km
- Südwesten: Hardwick, 7,7 km
- Westen: Wolcott, 19,0 km
- Nordwesten: Craftsbury, 11,1 km

### Klima
Die mittlere Durchschnittstemperatur in Greensboro liegt zwischen −11,7 °C (11 °Fahrenheit) im Januar und 18,3 °C (65 °Fahrenheit) im Juli. Damit ist der Ort gegenüber dem langjährigen Mittel der USA um etwa 9 Grad kühler. Die Schneefälle zwischen Mitte Oktober und Mitte Mai liegen mit mehr als zwei Metern etwa doppelt so hoch wie die mittlere Schneehöhe in den USA. Die tägliche Sonnenscheindauer liegt am unteren Rand des Wertespektrums der USA, zwischen September und Mitte Dezember sogar deutlich darunter.

## Geschichte
Den Grant für Greensboro bekamen am 6. November 1780 Harris Cold und 66 weitere Eigentümer. Festgesetzt wurde das am 20. August 1781 zunächst unter der Bezeichnung Coltkiln, später wurde der Ort zu Ehren von Timothy Green in Greensboro umbenannt. Erschlossen wurde das Gebiet durch die Bayley–Hazen Military Road, die George Washington im Jahr 1776 in Vorbereitung einer Invasion von Kanada bauen ließ. Die Straße erreichte Greensboro 1779, führte jedoch nicht bis Kanada, sondern bis Montgomery. Gesichert wurde die Straße durch Wachhäuser. Bei einem Überfall durch Indianer wurden zwei junge Wachposten getötet, zwei weitere nach Kanada verschleppt und später gegen indianische Gefangene ausgetauscht.
Die ersten Siedler erreichten Greensboro 1789. Es waren Ashbel und Aaron Shepaard mit ihren Frauen. Am 29. März 1792 fand die konstituierende Stadtversammlung statt.

### Einwohnerentwicklung
| Volkszählungsergebnisse – Town of Greensboro, Vermont | Volkszählungsergebnisse – Town of Greensboro, Vermont | Volkszählungsergebnisse – Town of Greensboro, Vermont | Volkszählungsergebnisse – Town of Greensboro, Vermont | Volkszählungsergebnisse – Town of Greensboro, Vermont | Volkszählungsergebnisse – Town of Greensboro, Vermont | Volkszählungsergebnisse – Town of Greensboro, Vermont | Volkszählungsergebnisse – Town of Greensboro, Vermont | Volkszählungsergebnisse – Town of Greensboro, Vermont | Volkszählungsergebnisse – Town of Greensboro, Vermont | Volkszählungsergebnisse – Town of Greensboro, Vermont |
| Jahr                                                  | 1700                                                  | 1710                                                  | 1720                                                  | 1730                                                  | 1740                                                  | 1750                                                  | 1760                                                  | 1770                                                  | 1780                                                  | 1790                                                  |
| ----------------------------------------------------- | ----------------------------------------------------- | ----------------------------------------------------- | ----------------------------------------------------- | ----------------------------------------------------- | ----------------------------------------------------- | ----------------------------------------------------- | ----------------------------------------------------- | ----------------------------------------------------- | ----------------------------------------------------- | ----------------------------------------------------- |
| Einwohner                                             |                                                       |                                                       |                                                       |                                                       |                                                       |                                                       |                                                       |                                                       |                                                       | 19                                                    |
| Jahr                                                  | 1800                                                  | 1810                                                  | 1820                                                  | 1830                                                  | 1840                                                  | 1850                                                  | 1860                                                  | 1870                                                  | 1880                                                  | 1890                                                  |
| Einwohner                                             | 280                                                   | 566                                                   | 625                                                   | 784                                                   | 883                                                   | 1008                                                  | 1065                                                  | 1027                                                  | 1061                                                  | 918                                                   |
| Jahr                                                  | 1900                                                  | 1910                                                  | 1920                                                  | 1930                                                  | 1940                                                  | 1950                                                  | 1960                                                  | 1970                                                  | 1980                                                  | 1990                                                  |
| Einwohner                                             | 874                                                   | 931                                                   | 905                                                   | 831                                                   | 768                                                   | 737                                                   | 600                                                   | 593                                                   | 677                                                   | 717                                                   |
| Jahr                                                  | 2000                                                  | 2010                                                  | 2020                                                  | 2030                                                  | 2040                                                  | 2050                                                  | 2060                                                  | 2070                                                  | 2080                                                  | 2090                                                  |
| Einwohner                                             | 770                                                   | 762                                                   | 811                                                   |                                                       |                                                       |                                                       |                                                       |                                                       |                                                       |                                                       |

## Wirtschaft und Infrastruktur

### Verkehr
Von Glover im Norden nach Hardwick im Süden verläuft die Vermont State Route 16 in südlicher Richtung durch die Town. Sie folgt dem Verlauf des Lamoille Rivers.

### Öffentliche Einrichtungen
In Greensboro gibt es kein eigenes Krankenhaus. Die nächstgelegenen Krankenhäuser sind das North Country Hospital & Health Care in Newport City und das Northeastern Vermont Regional Hospital in St. Johnsbury.

### Bildung
Greensboro gehört zur Orleans Southwest Supervisory Union. In Greensboro befindet sich die Lakeview Union School, eine Elementary School.

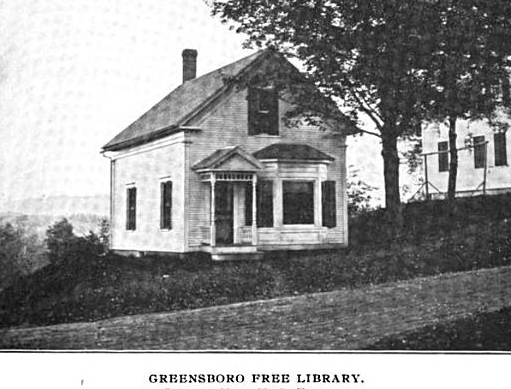
Greensboro Free Library, um 1901

Die Greensboro Free Library wurde am 30. März 1843 erstmals erwähnt, als die Greensboro town Library von Henry Blake an John L. Porter verkauft wurde.

## Persönlichkeiten

### Söhne und Töchter der Stadt
- George Comings (1849–1942), Politiker Vizegouverneur des Bundesstaates Wisconsin

### Persönlichkeiten, die vor Ort gewirkt haben
- Wallace Stegner (1909–1993), Historiker, Schriftsteller und Umweltaktivist, viele seiner Werke spielten in Greensboro